# Сан Базиле
Сан Базиле (итал. San Basile) је насеље у Италији у округу Козенца, региону Калабрија.
Према процени из 2011. у насељу је живело 1049 становника. Насеље се налази на надморској висини од 548 м.

## Становништво
Према резултатима пописа становништва 2011. у општини је живело 1.065 становника.
| 1931. | 1936. | 1951. | 1961. | 1971. | 1981. | 1991. | 2001. | 2011. |
| ----- | ----- | ----- | ----- | ----- | ----- | ----- | ----- | ----- |
| 2.019 | 2.023 | 2.052 | 1.820 | 1.701 | 1.578 | 1.473 | 1.285 | 1.065 |